# Бабакс китайський
Ба́бакс китайський (Pterorhinus lanceolatus) — вид горобцеподібних птахів родини Leiothrichidae. Мешкає в Китаї і М'янмі.

## Опис
Довжина птаха становить 22,5-29,5 см. Забарвлення пістряве, верхня частина тіла темно-коричнева, нижня частина тіла темно-бежева. Тім'я коричневе, під дзьобом темно-каштанові "вуса". Хвіст відносно довгий. Дзьоб сірий, очі білуваті, лапи сірі. Молоді птахи мають більш бежеве забарвлення.

## Підвиди
Виділяють три підвиди:
- P. l. bonvaloti (Oustalet, 1892) — південно-західний Китай;
- P. l. lanceolatus Verreaux, J, 1871 — від центральної М'янми до центрального і південного Китаю;
- P. l. latouchei (Stresemann, 1929) — південно-східний Китай.

Гірський бабакс раніше вважався підвидом китайського бабакса.

## Поширення і екологія
Китайські бабакси живуть у вологих тропічних і субтропічних гірських і вологих лісах, у високогірних чагарникових заростях і на гірських луках. Зустрічаються на висоті від 350 до 4265 м над рівнем моря. Живляться комахами і насінням, шукають їжу на землі. Сезон розмноження триває з березня по серпень. Гніздо чашоподібне, розміщується на висоті близько 1 м над землею. В кладці 2-6 яєць.